# Турет-дю-Шато
Туре́т-дю-Шато́ (фр. Tourette-du-Château) — коммуна на юго-востоке Франции в регионе Прованс — Альпы — Лазурный берег, департамент Приморские Альпы, округ Ницца, кантон Ванс. До марта 2015 года коммуна административно входила в состав упразднённого кантона Рокестерон (округ Ницца).
Площадь коммуны — 9,74 км², население — 114 человек (2006) с тенденцией к росту: 119 человек (2012), плотность населения — 12,2 чел/км².

## Население
Население коммуны в 2011 году составляло — 117 человек, а в 2012 году — 119 человек.
| 1962 | 1968 | 1975 | 1982 | 1990 | 1999 | 2006 | 2011 | 2012 |
| ---- | ---- | ---- | ---- | ---- | ---- | ---- | ---- | ---- |
| 38   | 39   | 23   | 38   | 66   | 89   | 114  | 117  | 119  |

Динамика численности населения:

## Экономика
В 2010 году из 58 человек трудоспособного возраста (от 15 до 64 лет) 42 были экономически активными, 16 — неактивными (показатель активности 72,4 %, в 1999 году — 58,9 %). Из 42 активных трудоспособных жителей работали 39 человек (27 мужчин и 12 женщин), 3 числились безработными (двое мужчин и одна женщина). Среди 16 трудоспособных неактивных граждан 2 были учениками либо студентами, 11 — пенсионерами, а ещё 3 — были неактивны в силу других причин.
На протяжении 2010 года в коммуне числилось 45 облагаемых налогом домохозяйств, в которых проживало 88,0 человек. При этом медиана доходов составила 19 тысяч 914 евро на одного налогоплательщика.